# Trouble Every Day
Trouble Every Day és una pel·lícula franco-germano-japonesa dirigida per Claire Denis el 2001 amb Vincent Gallo i Béatrice Dalle en els papers principals. Es va presentar fora de competició al 54è Festival Internacional de Cinema de Canes i es va estrenar a les pantalles de França l’11 de juliol de 2001. S'ha subtitulat al català.

## Argument
Shane i June, dos nuvis estatunidencs, vénen de lluna de mel a París. Shane sembla estrany, cosa que preocupa a la seva jove dona, i sembla estar buscant desesperadament un científic, Léo Sémeneau, a qui va conèixer uns quants anys abans durant un treball conjunt a Guaiana. Léo viu ara com un reclús amb la seva dona Coré, que pateix un impuls obsessiu per les relacions sexuals patològiques violentes, arribant fins al canibalisme, amb desconeguts, als quals "caça" mentre s'escapa de la casa on es troba enclaustrada pel seu marit. Al mateix temps, Léo intenta trobar una cura per a la malaltia de Coré, una malaltia que també sembla patir en Shane. Aconseguint trobar el rastre de Léo i Coré, Shane descobreix aquesta última en plena crisi i la mata per alliberar-la de la seva malaltia. Deambulant per París, torna a l'hotel on s'allotja, i al seu torn sucumbeix al mal devorador que l'infecta, matant una minyona a la que l'ha perseguit des de la seva arribada.

## Repartiment
- Vincent Gallo : Doctor Shane Brown
- Tricia Vessey : June Brown
- Béatrice Dalle : Coré
- Alex Descas : Doctour Léo Sémeneau
- Florence Loiret Caille : Christelle, la donzella
- Nicolas Duvauchelle : Erwan
- Raphaël Neal : Ludo
- José Garcia : Docteur Choart
- Hélène Lapiower : Malécot
- Marilú Marini : Friessen
- Aurore Clément : Jeanne
- Bakary Sangaré : el guàrdia de nit
- Lionel Goldstein : la recepcionista
- Céline Samie: la dona amb sostenidor
- Arnaud Churin: el conductor del camió
- Alice Houri: la jove del metro

## Projecte i producció de la pel·lícula

### Escrivint l'escenari
La gènesi de la pel·lícula data de 1989 quan Claire Denis va anar a fer un curtmetratge a Nova York i va conèixer Vincent Gallo. A petició d'un canal de televisió, va estudiar el projecte d'una pel·lícula de gènere de terror que s'havia de desenvolupar de nit a la ciutat, amb Gallo com a actor. El projecte no es va materialitzar, però la idea de la pel·lícula gore va persistir en la seva ment. Al plató de Beau Travail, es va fer càrrec del guió amb Jean-Pol Fargeau i va desenvolupar l'escriptura de Trouble Every Day pensant des del principi a confiar els papers principals a Vincent Gallo, fent així realitat la seva idea de deu anys, i a Béatrice Dalle. Entre els elements centrals que Claire Denis posa en marxa per a la seva pel·lícula hi ha la descripció de les relacions romàntiques a través del prisma de la depredació, del desig sexual i la part devoradora d'altres tocant el vampirisme simbòlic, tal com es descriu a les novel·les del segle xix, les misterioses malalties que pateixen certes persones i la recerca de remeis (Claire Denis parla a la pel·lícula de recerca sobre vacunes, plantes medicinals, neurobiologia i l'estudi del comportament, així com alguns treballs de Jean-Pierre Changeux que "va conèixer), i finalment la referència a contes infantils (històries d'ogres i princeses).
Des de la primera versió de l'escenari, consistent en un text llarg abans de la seva resecció en seccions clàssiques, Claire Denis va voler crear una sensació permanent de perill i ansietat. Per això, s'inspira en els treballs del fotògraf canadenc Jeff Wall els llibres del qual regala a Agnès Godard, la seva directora de fotografia, per tal de crear aquesta atmosfera tan buscada.

### Banda sonora

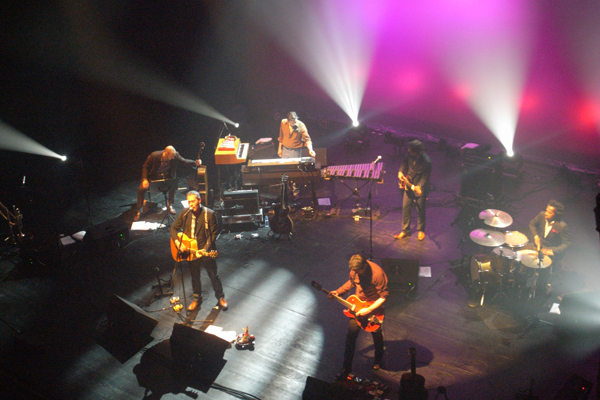
Les Tindersticks en concert en 2009

La música de la pel·lícula va ser composta per la banda britànica d'indie rock els Tindersticks. Present pràcticament a totes les escenes, lenta, repetitiva i obsessiva, utilitzant molts instruments de corda, va ser reconeguda per unanimitat com un èxit per tots els crítics. Stuart Staples explica que la cançó del títol, el tema central de la qual es repeteix en tots els altres títols d'una forma o altra, va ser originalment composta per a un altre àlbum i deixada de banda. Va ser després de llegir el guió i veure els primers talls que va decidir recuperar-lo i convertir-lo en la base de la banda sonora de la pel·lícula.
La banda sonora de la pel·lícula composta íntegrament pels Tindersticks es va estrenar l’1 d’octubre de 2001 amb el segell Beggars Banquet.
L'any 2011 es van oferir una sèrie de concerts internacionals a partir d'una nova col·laboració amb Claire Denis al voltant de la música d'aquesta pel·lícula, i d'altres, il·lustrats amb imatges extretes de les obres i editades amb l'esperit de les instal·lacions dels videoartistes contemporanis.

### Temes
El tema central de l'obra és el de la relació romàntica, la relació dominant-dominada dins de la parella, els impulsos destructius i la seva satisfacció, qüestionant també l'aspecte del “consentiment" i la seva consciència.

## Recepció

### Presentacions de festivals i estrenes nacionals
La pel·lícula es va presentar en una projecció especial a mitjanit i fora de competició durant el 54è Festival Internacional de Cinema de Canes el 13 de maig de 2001. Davant la violència d'aquesta pel·lícula que diu ser entr el terror i el gore, alguns dels espectadors i crítics van esbroncar la pel·lícula, altres aplauditrn fortament, considerant la pel·lícula com una de les més agosarades i belles de la directora.
Trouble Every Day es va estrenar l’11 de juliol de 2001 a França en aproximadament 77 pantalles i es van vendre 32,000 entrades, és a dir, una mitjana de 411 entrades/pantalla, una ràtio que la situa al tercer lloc de la mitjana setmanal. Durant tot el seu període d'estrena a les sales, la pel·lícula va aconseguir 105.211 entrades a França i un total de 125.771 espectadors a Europa.

### Recepció crítica
Jean-Marc Lalanne a Libération està especialment entusiasmat; descriu l'obra com "una gran pel·lícula sobre la parella" abans de ser una pel·lícula de terror, on "el cinema s'ha desfet de les paraules, on la narració només és estrictament visual", jutja Claire Denis com una gran directora de "sensació" a través del "poder figuratiu, [de] el sentit incandescent de la poesia i la posada en escena" i Béatrice Dalle d’ "absolutament brillant". Per al mateix diari, Isabelle Potel subratlla la capacitat de la directora per “establir l'originalitat de la seva mirada i les seves obsessions amb una gran economia de mitjans“ que no és aliè a la tempestuosa recepció rebuda a Canes.
Trouble Every Day va rebre una acollida variada als Estats Units amb crítiques positives però també clarament hostils. En general, la pel·lícula va obtenir una qualificació favorable del 44% dels agregadors de ressenyes de pel·lícules de parla anglesa, amb una puntuació mitjana de 5,6/10 basada en 45 ressenyes recollides, al lloc web Rotten Tomatoes. Al web Metacritic obté una puntuació de 36/100, sobre la base de 15 ressenyes recollides.

## Distincions
La pel·lícula, presentada fora de competició a Canes, va ser seleccionada l'any 2001 a la selecció oficial del Festival du film francophone de Namur, pel Bayard d'or a la categoria de millor pel·lícula, així com per al XXXIV Festival Internacional de Cinema Fantàstic de Catalunya. Tanmateix, en tots aquests concursos, el treball no obté cap premi. Trouble Every Day també va ser seleccionada entre les sis pel·lícules a competició el desembre de 2001 al Premi Louis-Delluc i va estar molt a prop de guanyar el premi contra Intimité de Patrice Chéreau.

## Influències cinematogràfiques
Durant una entrevista concedida durant el programa Le Grand Journal amb motiu de la promoció del seu àlbum Eat Me, Drink Me, Marilyn Manson va citar aquesta pel·lícula com a font d'inspiració. Les semblances entre determinades escenes del clip de Heart-Shaped Glasses i la pel·lícula de Claire Denis són força sorprenents.